# Luchthaven Port Moresby
Luchthaven Port Moresby, ook bekend als Jacksons International Airport, is de grootste en drukste luchthaven van Papoea-Nieuw-Guinea en ligt op 5 kilometer afstand van de hoofdstad Port Moresby. Het is de belangrijkste hub voor zowel Air Niugini als PNG Air.

## Incidenten
- Op 11 augustus 2009, stortte PNG Air-vlucht 4684, vertrokken uit Port Moresby, neer in de bergen terwijl het probeerde te landen in Kokoda, Papoea-Nieuw-Guinea. Alle elf passagiers en twee bemanningsleden kwamen om.